# Jazz kissa

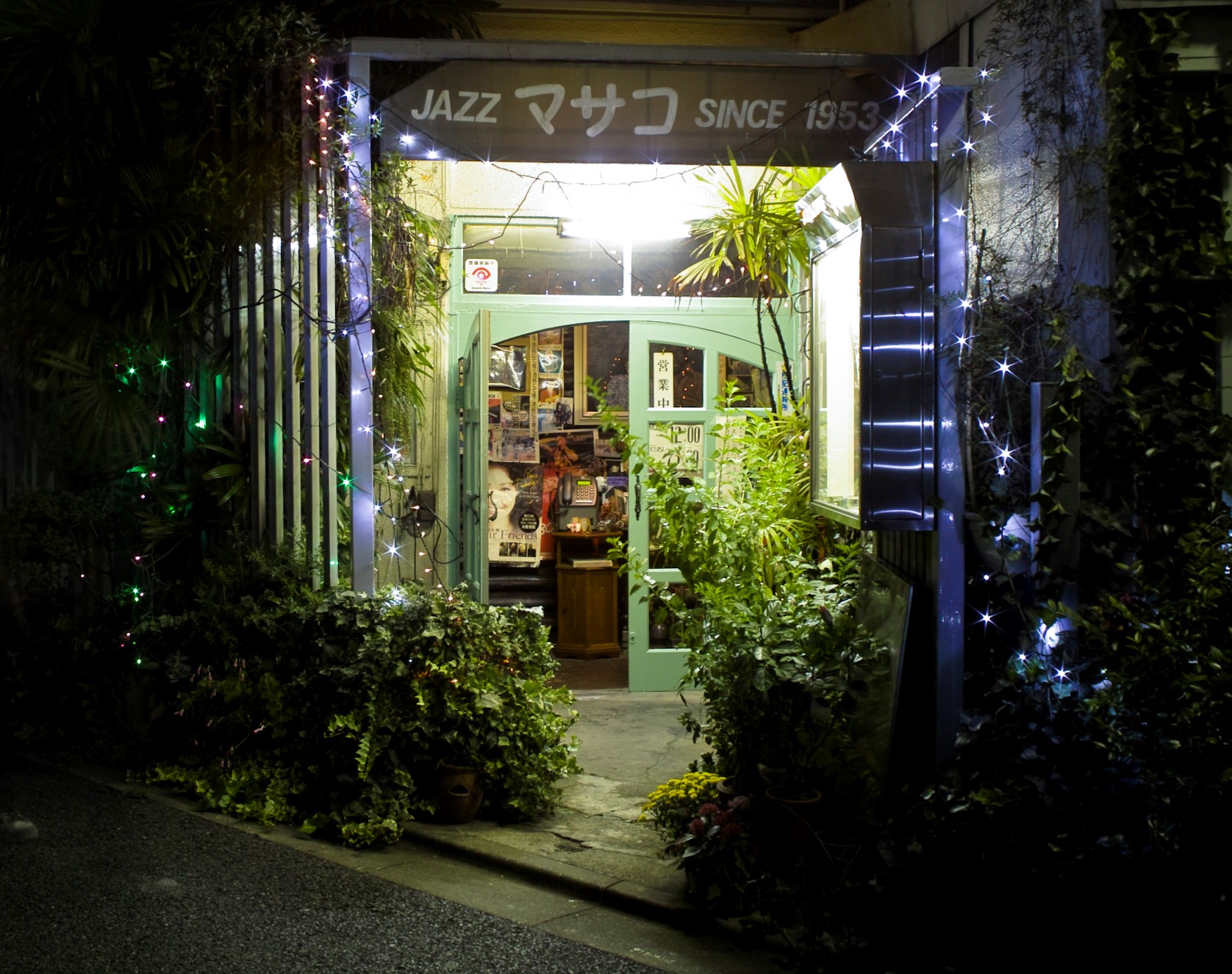
Entrée d'un kissa de jazz à Shimokitazawa, Tokyo

Jazz kissa (en japonais :(ジャズ喫茶)  ), parfois translittéré en jazu kissa, sont des cafés spécialisés dans la diffusion et l'appréciation de la musique de jazz enregistrée. 
Phénomène propre au Japon, les jazz kissa sont des espaces où la musique jazz est jouée pour être apprécié et découverte plutôt que comme musique de fond. Une kissa de jazz typique dispose d'un système stéréo de haute qualité, d'une grande collection de musique et d'un éclairage tamisé, et sert du café et des boissons alcoolisées.
Les premiers cafés consacrés à la diffusion du jazz ont ouvert au Japon à la fin des années 1920, dans un contexte d'engouement national pour la culture et la musique occidentales. Avant la Seconde Guerre mondiale, il y avait au Japon environ 80 jazz kissa, mais pendant la guerre, beaucoup d'entre eux ont fermé. L'après-guerre a vu le retour à la mode des jazz kissa et l'ouverture de nombreux nouveaux espaces. Les Jazz Kissa étaient des lieux où l'on pouvait écouter et découvrire de nombreux disques de jazz importés, en général trop chers pour être achetés en quantité par des particuliers. Ils constituent une ressource musicale importante pour les musiciens, les journalistes et les amateurs de jazz et, à leur apogée on comptait environ 600 kissa de jazz en activité à travers le Japon
À partir des années 1970, la démocratisation de l'accès aux équipements stéréo personnels et à la musique jazz entrain un déclin des jazz kissa. Leur nombre diminue considérablement et les établissements survivants sont principalement visités pour des raisons nostalgiques. Cependant, certains kissas de jazz continuent de fonctionner au Japon et de nouveaux kissas continuent d'être ouverts. Les établissements jazz kissa ont joué un rôle essentiel dans la découverte et l'appréciation de la musique jazz et de la culture occidentale moderne au Japon. Leur influence s'étend au-delà du Japon avec des bars d'écoute inspirés du jazz kissa qui ouvrent dans de nombreux autres pays au 21e siècle.